# پوچ بزرگ
«پوچ بزرگ» (انگلیسی: Big Nothing) یک فیلمی بریتانیایی در سبک کمدی جنایی است که در سال ۲۰۰۶ منتشر شد.

## خلاصه فیلم
یک معلم بیکار که تمام روزهای زندگی او تکراری شده‌است به دنبال کار جدید است. او و دوست دخترش تصمیم می‌گیرند تا به یک گروه خلافکار بپیوندند...

## بازیگران
- دیوید شویمر
- سایمون پگ
- آلیس ایو
- ناتاشا مک‌الهون
- جاون پالیتو
- میمی راجرز
- جولیان گلاور